# Kościół św. Mikołaja i Podwyższenia Krzyża Świętego w Horodle
Kościół św. Mikołaja Cudotwórcy i Podwyższenia Krzyża Świętego w Horodle – kościół rzymskokatolicki, dawniej cerkiew neounicka w Horodle.

## Historia
Cerkiew została wybudowana w 1928 roku na miejscu wcześniejszej, która uległa zniszczeniu na skutek pożaru. Budowę ukończono w 1932 roku. Poświęcenia świątyni dokonał w 1937 roku w obrządku bizantyjskim biskup Mikołaj Czarnecki.
W latach 50. cerkiew została przejęta przez władze komunistyczne i przeznaczona na magazyn. W tym okresie obiekt okradziono i zdewastowano. Budynek został oddany kościołowi rzymskokatolickiemu w 1985 roku. Wtedy rozpoczął się remont generalny trwający dwa lata. Renowacja została zakończona 14 września 1988 roku. Cerkiew po odbudowie rekonsekrował biskup pomocniczy lubelski Ryszard Karpiński.
Wystrój świątyni nawiązuje do przedwojennego. Kościół przystosowany jest do liturgii w rycie bizantyjskim. We wnętrzu znajduje się zabytkowy ikonostas z XVIII wieku.
Okolicznościowo w kościele odprawiane są liturgie w katolickich obrządkach: bizantyjsko-ukraińskim i bizantyjsko-słowiańskim.